# Schoenlandella maculata
Schoenlandella maculata är en stekelart som först beskrevs av Fischer 1958.  Schoenlandella maculata ingår i släktet Schoenlandella och familjen bracksteklar. Inga underarter finns listade i Catalogue of Life.